# 達武特拉爾
達武特拉爾是土耳其的城鎮，由艾登省負責管轄，位於該國西部，距離首府艾登55公里，海拔高度65米，主要經濟活動有農業和旅遊業，2011年人口9,484。